# أوثيلو
أوثيلو (واشنطن) (بالإنجليزية: Othello, Washington)‏ هي مدينة تقع في الولايات المتحدة في مقاطعة ادمز، واشنطن. يقدر عدد سكانها بـ 7,364 نسمة ومساحتها 9.87 كم2 ووترتفع عن سطح البحر 323 متر.

## التركيبة السكانية
قام مكتب تعداد الولايات المتحدة بتحديد بيانات التركيبة السكانية لأوثيلوفي تعداد الولايات المتحدة. في ما يلي، التركيبة السكانية حسب تعدادي 2000 و2010.

### تعداد عام 2000
بلغ عدد سكان أوثيلو 5,847 نسمة بحسب تعداد عام 2000، وبلغ عدد الأسر 1,788 أسرة وعدد العائلات 1,412 عائلة مقيمة في المدينة. في حين سجلت الكثافة السكانية 1,949.7 نسمة لكل ميل مربع (752.8/كم2). وبلغ عدد الوحدات السكنية 1,864 وحدة بمتوسط كثافة قدره 621.6 نسمة لكل ميل مربع (240.0/كم2).
وتوزع التركيب العرقي للمدينة بنسبة 54.18% من البيض و 1.01% من الأمريكيين الأصليين و 1.01% من الأمريكيين ذوي الأصول الآسيوية و 0.09% من سكان جزر المحيط الهادئ و 0.53% من الأمريكيين الأفارقة و 3.64% من عرقين مختلطين أو أكثر.
بلغ عدد الأسر 1,788 أسرة كانت نسبة 48.8% منها لديها أطفال تحت سن الثامنة عشر تعيش معهم، وبلغت نسبة الأزواج القاطنين مع بعضهم البعض 60.6% من أصل المجموع الكلي للأسر، ونسبة 13.5% من الأسر كان لديها معيلات من الإناث دون وجود شريك، وكانت نسبة 21.0% من غير العائلات. تألفت نسبة 17.4% من أصل جميع الأسر من أفراد ونسبة 7.2% كانوا يعيش معهم شخص وحيد يبلغ من العمر 65 عاماً فما فوق. وبلغ متوسط حجم الأسرة المعيشية 3.66، أما متوسط حجم العائلات فبلغ 3.24.
بلغ العمر الوسطي للسكان 26 عاماً. وكانت نسبة 12.0% بين الثامنة عشر والأربعة وعشرون عاماً، ونسبة 26.3% كانت واقعةً في الفئة العمرية ما بين الخامسة والعشرون حتى والأربعة وأربعون عاماً، ونسبة 17.1% كانت ما بين الخامسة والأربعون حتى الرابعة والستون، ونسبة 8.6% كانت ضمن فئة الخامسة والستون عاماً فما فوق. يوجد لكل 100 أنثى 103.3 ذكر، ويوجد لكل 100 أنثى في الثامنة عشر من عمرها فما فوق 100.7 ذكر.
بلغ متوسط دخل الأسرة في المدينة 30,291 دولار، أما متوسط دخل العائلة فبلغ 31,282 دولار. وكان متوسط دخل الذكور 28,423 دولار مقابل 21,455 دولار للإناث. وسجل دخل الفرد الخاص بالمدينة 11,409 دولار. وكانت نسبة 18.4% من العائلات ونسبة 24.0% من السكان تحت خط الفقر، وكان من هؤلاء نسبة 33.5% تحت سن الثامنة عشر ونسبة 5.3% في الخامسة والستين من العمر وما فوق.

### تعداد عام 2010
بلغ عدد سكان أوثيلو 7,364 نسمة بحسب تعداد عام 2010، وبلغ عدد الأسر 2,108 أسرة وعدد العائلات 1,669 عائلة مقيمة في المدينة. في حين سجلت الكثافة السكانية 1,932.8 نسمة لكل ميل مربع (746.3/كم2). وبلغ عدد الوحدات السكنية 2,185 وحدة بمتوسط كثافة قدره 573.5 لكل ميل مربع (221.4/كم2).
وتوزع التركيب العرقي للمدينة بنسبة 53.4% من البيض و 2.2% من الأمريكيين الأصليين و 1.2% من الأمريكيين ذوي الأصول الآسيوية و 0.5% من الأمريكيين الأفارقة و 3.2% من عرقين مختلطين أو أكثر.
بلغ عدد الأسر 2,108 أسرة كانت نسبة 57.8% منها لديها أطفال تحت سن الثامنة عشر تعيش معهم، وبلغت نسبة الأزواج القاطنين مع بعضهم البعض 56.5% من أصل المجموع الكلي للأسر، ونسبة 15.8% من الأسر كان لديها معيلات من الإناث دون وجود شريك، بينما كانت نسبة 6.8% من الأسر لديها معيلون من الذكور دون وجود شريكة وكانت نسبة 20.8% من غير العائلات. تألفت نسبة 17.1% من أصل جميع الأسر من أفراد ونسبة 7.6% كانوا يعيش معهم شخص وحيد يبلغ من العمر 65 عاماً فما فوق. وبلغ متوسط حجم الأسرة المعيشية 3.91، أما متوسط حجم العائلات فبلغ 3.46.
بلغ العمر الوسطي للسكان 25.6 عاماً. وكانت نسبة 37.9% من القاطنين تحت سن الثامنة عشر، وكانت نسبة 11.1% بين الثامنة عشر والأربعة وعشرون عاماً، ونسبة 27.2% كانت واقعةً في الفئة العمرية ما بين الخامسة والعشرون حتى والأربعة وأربعون عاماً، ونسبة 15.6% كانت ما بين الخامسة والأربعون حتى الرابعة والستون، ونسبة 8.1% كانت ضمن فئة الخامسة والستون عاماً فما فوق. وتوزع التركيب الجنسي للسكان بنسبة 50.4% ذكور و49.6% إناث.